# Jim Goodwin
James Michael Goodwin, meglio noto come Jim Goodwin (Waterford, 20 novembre 1981), è un allenatore di calcio ed ex calciatore irlandese, di ruolo centrocampista, tecnico del Dundee Utd.

## Palmarès

### Giocatore

#### Competizioni nazionali
- Football League One: 1

Scunthorpe Utd: 2006-2007
- Scottish League Cup: 1

St. Mirren: 2012-2013

### Allenatore

#### Competizioni nazionali
- Scottish Championship: 1

Dundee United: 2023-2024